# Campionati mondiali di freestyle 1995
I Campionati mondiali di freestyle 1995 sono stati la 6ª edizione della manifestazione. Si sono svolti a La Clusaz, in Francia, dal 14 al 19 febbraio 1995.

## Risultati

### Uomini

#### Salti
| Posizione | Atleta            | Nazione     | Punti  |
| 1         | Trace Worthington | Stati Uniti | 243,09 |
| 2         | Christian Rijavec | Austria     | 241,34 |
| 3         | Sébastien Foucras | Francia     | 239,38 |

Data: 19 febbraio 1995

#### Gobbe
| Posizione | Atleta            | Nazione | Punti |
| 1         | Edgar Grospiron   | Francia | 27,14 |
| 2         | Jean-Luc Brassard | Canada  | 26,25 |
| 3         | Sergei Schuplezow | Russia  | 26,19 |

Data: 18 febbraio 1995

#### Balletto
| Posizione | Atleta            | Nazione  | Punti |
| 1         | Rune Kristiansen  | Norvegia | 25,75 |
| 2         | Fabrice Becker    | Francia  | 25,10 |
| 3         | Heini Baumgartner | Svizzera | 24,25 |

Data: 17 febbraio 1995

#### Combinata
| Posizione | Atleta            | Nazione     | Punti |
| 1         | Trace Worthington | Stati Uniti | 27,98 |
| 2         | Darcy Downs       | Canada      | 27,51 |
| 3         | Jonny Moseley     | Stati Uniti | 25,39 |

### Donne

#### Salti
| Posizione | Atleta           | Nazione     | Punti  |
| 1         | Nikki Stone      | Stati Uniti | 176,53 |
| 2         | Marie Lindgren   | Svezia      | 169,53 |
| 3         | Kirstie Marshall | Australia   | 168,08 |

Data: 19 febbraio 1995

#### Gobbe
| Posizione | Atleta              | Nazione  | Punti |
| 1         | Candice Gilg        | Francia  | 25,52 |
| 2         | Raphaëlle Monod     | Francia  | 24,89 |
| 3         | Tatjana Mittermayer | Germania | 24,62 |

Data: 18 febbraio 1995

#### Balletto
| Posizione | Atleta           | Nazione     | Punti |
| 1         | Jelena Batalowa  | Russia      | 28,64 |
| 2         | Ellen Breen      | Stati Uniti | 26,44 |
| 3         | Annika Johansson | Svezia      | 25,05 |

Data: 17 febbraio 1995

#### Combinata
| Posizione | Atleta           | Nazione     | Punti |
| 1         | Kristean Porter  | Stati Uniti | 28,67 |
| 2         | Maja Schmid      | Svizzera    | 26,03 |
| 3         | Katherina Kubenk | Canada      | 25,41 |

## Medagliere
| Pos.   | Paese       | Oro | Argento | Bronzo | Totale |
| ------ | ----------- | --- | ------- | ------ | ------ |
| 1      | Stati Uniti | 4   | 1       | 1      | 6      |
| 2      | Francia     | 2   | 2       | 1      | 5      |
| 3      | Russia      | 1   | 0       | 1      | 2      |
| 4      | Norvegia    | 1   | 0       | 0      | 1      |
| 5      | Canada      | 0   | 2       | 1      | 3      |
| 6      | Svizzera    | 0   | 1       | 1      | 2      |
| 6      | Svezia      | 0   | 1       | 1      | 2      |
| 8      | Austria     | 0   | 1       | 0      | 1      |
| 9      | Australia   | 0   | 0       | 1      | 1      |
| 9      | Germania    | 0   | 0       | 1      | 1      |
| Totale | Totale      | 8   | 8       | 8      | 24     |